# Leucothoe micronesiae
Leucothoe micronesiae är en kräftdjursart som beskrevs av J. L. Barnard 1965. Leucothoe micronesiae ingår i släktet Leucothoe och familjen Leucothoidae. Inga underarter finns listade i Catalogue of Life.